# Sergej Timofejevič Aksakov
Sergej Timofejevič Aksakov (1. října 1791 Ufa – 12. května 1859 Moskva) byl ruský spisovatel. Proslul poloautobiografickými románovými kronikami z ruské vesnice (Rodinná kronika, Bagrovští, Dětství Bagrovova vnuka) a loveckými či rybářskými povídkami.

## Život
Již v roce 1805, jako čtrnáctiletý, vstoupil na univerzitu v Kazani. V roce 1807 studia ukončil a následně v Petrohradě vstoupil do státní služby, když se stal překladatelem v komisi pro sestavování zákonů. V roce 1811 se státní služby vzdal a o rok později se usadil v Moskvě, kde žil v kruhu divadelních herců. Hercem se také marně snažil stát. V roce 1816 se oženil s dcerou generála Zaplatina a čtyři roky pak žil na rodinných statcích. Až v roce 1826 se natrvalo usadil v Moskvě. Vstoupil znovu do státní služby, když se roku 1827 stal státním cenzorem. V roce 1834 post opustil ve prospěch úřadu školního inspektora, který zastával do roku 1839. Po smrti jeho otce v roce 1837 mu totiž připadlo značné jmění a zaměstnání dále nepotřeboval, až do smrti žil z renty.
Od té doby se také více mohl věnovat literatuře. V jeho domě se scházela intelektuální a literární společnost, často zaměřená slavjanofilsky. Patřil k ní i Nikolaj Vasiljevič Gogol, který měl obrovský vliv na Aksakovovy vlastní literární pokusy (zcela pod Gogolovým vlivem změnil styl) a stali se též blízkými přáteli, často si vzájemně předčítali texty. Roku 1847 mu vyšly rybolovecké povídky, roku 1856 první z románových kronik Semejnaja chronika.
Od roku 1847 měl ovšem také značné problémy se zrakem. Většinu času musel trávit v temném pokoji a posléze též přišel o jedno oko. Na jaře roku 1858 se nemoc značně zhoršila a trpěl velkými bolestmi. Přesto stále diktoval své literární texty. Za rok poté zemřel.
Jeho synové Konstantin Sergejevič Aksakov a Ivan Sergejevič Aksakov byli významnými literárními kritiky.